# København A-Raeken (1889/1890)
København A-Raeken (1889/1890) była 1. sezonem nieoficjalnych mistrzostw Danii w piłce nożnej. W rozgrywkach brały udział tylko zespoły z Kopenhagi. Tytuł zdobyła drużyna Akademisk BK.

## Tabela końcowa
|   | Klub                        | M | Z | R | P | Br+ | Br- | Uwagi  |
| 1 | Akademisk BK                | 6 | 6 | 0 | 0 | 32  | 4   | Mistrz |
| 2 | Kjøbenhavns Boldklub        | 6 | 5 | 0 | 1 | 27  | 4   |        |
| 3 | Melchioraner BK Kopenhaga   | 6 | 4 | 0 | 2 | 23  | 12  |        |
| 4 | Haabet Kopenhaga            | 6 | 3 | 0 | 3 | 6   | 12  |        |
| 5 | Boldklubben Frem            | 6 | 2 | 0 | 4 | 14  | 11  |        |
| 6 | Østerbros BK                | 6 | 1 | 0 | 5 | 7   | 26  |        |
| 7 | Christianshavn BK Kopenhaga | 6 | 0 | 0 | 6 | 4   | 44  |        |

Kolejność drużyn w tabeli ustalana była według liczby zwycięstw. Jeśli po regulaminowym czasie gry był remis zarządzano dogrywkę, aż któraś z drużyn rozstrzygnęła wynik na swoją korzyść.